# Ollie E. Brown
Ollie E. Brown (20 de abril de 1953) es un músico, productor discográfico y entrenador de baloncesto universitario estadounidense. Como músico de sesión, Brown ha participado en la grabación de aproximadamente cien trabajos discográficos entre los años setenta y noventa, de los que destacan discos de The Rolling Stones y Joe Cocker. Además hace parte del dúo de dance-pop Ollie & Jerry, con el que logró posicionar el sencillo "Breakin'... There's No Stopping Us" en el Top 10 de las listas de éxitos estadounidenses en 1984.
Sus colaboraciones con otros artistas incluyen I Can Stand a Little Rain de Joe Cocker, 1990 y A Song for You de The Temptations, It's My Pleasure de Billy Preston y Black and Blue de The Rolling Stones. En los años setenta Brown participó en la grabación de álbumes de Diana Ross, Van Morrison, Leo Sayer y Sly and the Family Stone.